# Война за ухото на Дженкинс
Войната за ухото на Дженкинс или още и Англо-испанската война за асентото е колониален военен конфликт между Великобритания и Испания, продължил от 1739 до 1748 г.
Необичайното название на тази война се дължи на Робърт Дженкинс, капитан на британски кораб, който през 1738 г. показал пред Британския парламент отрязаното си ухо, заявявайки, че то му било отрязано от испанската брегова охрана, което било доказателство за политиката на испанските власти срещу английските мореплаватели. Този случай послужил на Великобритания като повод (Casus belli) да обяви официално война на Испания за испанските колонии в Карибско море. Целта на Великобритания е да прекрати испанската хегемония в региона на Карибите и да разклати испанската трансатлантическа колониална търговия в „златния триъгълник“ (виж и триъгълна търговия).

## Предистория
Според договора от Севиля от 1729 г. на англичаните е забранено да търгуват с испанските колонии, с изключение на един кораб годишно и търговията с роби, която испанците смятали за унизителна. Английската търговска класа обаче желае да се добере до огромния пазар на Испанска Америка, а и самите колонисти се нуждаят от английски стоки, което довежда до образуването на огромен черен пазар за размяната им. Според същия договор испанците имат право да проверяват всеки английски кораб, плаващ в испански води. След една такава проверка през 1731, ухото на английския капитан Робърт Дженкинс било отрязано от испанската брегова охрана, тъй като той се занимавал с контрабанда. Дженкинс показал ухото си пред Камарата на общините, което засилило английската „военна треска“ срещу Испания, която всъщност се дължи на желанието на англичаните да установят своя търговска и военна хегемония в Атлантическия океан. Така на 23 октомври 1739 г. британският министър-председател Робърт Уолпоул обявява война на Испания. Вицеадмирал Върнън е привърженик на войната и настоява за нападателни действия пред Парламента и пред Адмиралтейството.

## Ход на военните действия

### Превземането на Портобело
Още в първата година на войната английският кралски флот постига значителни успехи в действията си срещу испанските укрепления на Карибите. На 22 ноември 1739 г. англичаните успяват да превземат град Портобело, в днешна Панама, като по този начин слагат ръка на сребърните мини по пуерториканското крайбрежие в опит да разклатят испанските финанси. Това принуждава испанците да променят търговската си практика. Големите и лесноуязвими испански търговски галеони са заменени от по-малки и по-маневрени флотилии, а търговията е децентрализирана и вместо в няколко големи пристанища, тя се разпръсква в редица по-малки пунктове. Освен това испанските кораби започват да заобикалят през нос Хорн, за да търгуват със западния бряг на Южна Америка.
През 1740 г. британският флот под командването на Джордж Енсън е изпратен да нападне Испанските Източни Индии в Тихия океан и по-специално Филипините. Операцията обаче пропада.

### Битка при Картахена
Ключов момент за изхода на войната се оказва битката при Картахена през март 1741 г. Картахена е един от главните пунктове за износ на злато от испанската колония Нова Гранада (днес Колумбия). Британските сили, участващи в битката, се намират под командването на адмирал Едуард Върнън. Мисията на Върнън обаче е затруднена от лоша организация, от постоянно съперничество между него и останалите британските командири, както и от епидемията от жълта треска, която покосява много британски моряци. Силните укрепления на Картахена де Индиас и добрата тактика на испанския командир Блас де Лезо отблъскват англичаните и им нанасят тежки загуби.
Останалите британски атаки на различни испански фортове в Карибите не успяват да променят геополитическата ситуация в Атлантика. Отслабеният британски флот предприема няколко нападения над Сан Августин във Флорида, Хавана и Панама, но и те са отблъснати от испанците. Това позволява на испанската флота да премине в контранастъпление и през 1742 г. испанците атакуват Британска Джорджия, но са изтласкани от британците в битката при Кървавото блато.
Като цяло войната е белязана от редица нерешителни военноморски операции и пиратски нападения, предприети от силите на воюващи страни. Случайното превземане на ценния галеон „Манила“ от силите на адмирал Енсън е британският отговор на испанските пиратски нападения над британските търговски кораби, които испанците извършват безнаказано както в Западните Индии, така и в европейски води.
Войната за ухото на Дженкинс е прекратена с подписването на споразумението в Аахен от 1748 г., което слага и край на войната за австрийското наследство.